# Something Good Can Work
Something Good Can Work —en español: «Algo Bueno Puede Funcionar»— es el primer sencillo de la banda de rock irlandesa Two Door Cinema Club. El tema fue lanzado por primera vez para la promoción, pero fue liberado de nuevo el 7 de abril de 2009. después de firmar con Kitsuné Music. El vídeo musical, que fue grabado íntegramente en la isla de 
Gran Canaria (Islas Canarias, España), ha acumulado más de tres millones de visitas en YouTube.
"Something Good Can Work" apareció en el recopilatorio Kitsuné Maison Compilation 7 como la primera pista. La versión de esta compilación es diferente de la versión final del álbum, con un poco diferentes voces y un sonido más orientado a la guitarra. También hay un video musical diferente para esta versión.
Tanto "Something Good Can Work" y "Do You Want It All?" aparece el álbum Tourist History de Two Door Cinema Club. La canción fue utilizada en los episodios de la famosa comedia británica The Inbetweeners como una versión instrumental. La película de 2011 Chalet Girl y en el piloto de Covert Affairs.
La versión Twelves Remix de "Something Good Can Work" fue apareció en el videojuego de carreras de 2012, Forza Horizon.

## Lista de canciones
| Side A |                           |          |  |
| N.º    | Título                    | Duración |  |
| 1.     | «Something Good Can Work» | 2:46     |  |

| Side B |                       |          |  |
| N.º    | Título                | Duración |  |
| 1.     | «Do You Want It All?» | 3:24     |  |

## Posicionamiento en listas
| Listas (2010)                               | Mejor posición |
| ------------------------------------------- | -------------- |
| Bélgica (Flandes) (Ultratip Bubbling Under) | 23             |
| Bélgica (Valonia) (Ultratip Bubbling Under) | 25             |
| Irlanda (IRMA)                              | 18             |
| UK Singles (Official Charts Company)        | 56             |